# Richard Lee (ingegnere)
Richard Lee (1513 – 1575) è stato un ingegnere militare al servizio di Enrico VIII d'Inghilterra, Edoardo VI ed Elisabetta I.
Ricoprì il ruolo di comandante e ispettore dei lavori pubblici del re e nel 1545 fu membro del parlamento per la contea dell'Hertfordshire nel 1545. Fu il primo ingegnere inglese ad essere nominato cavaliere.

## Ispettore di Calais

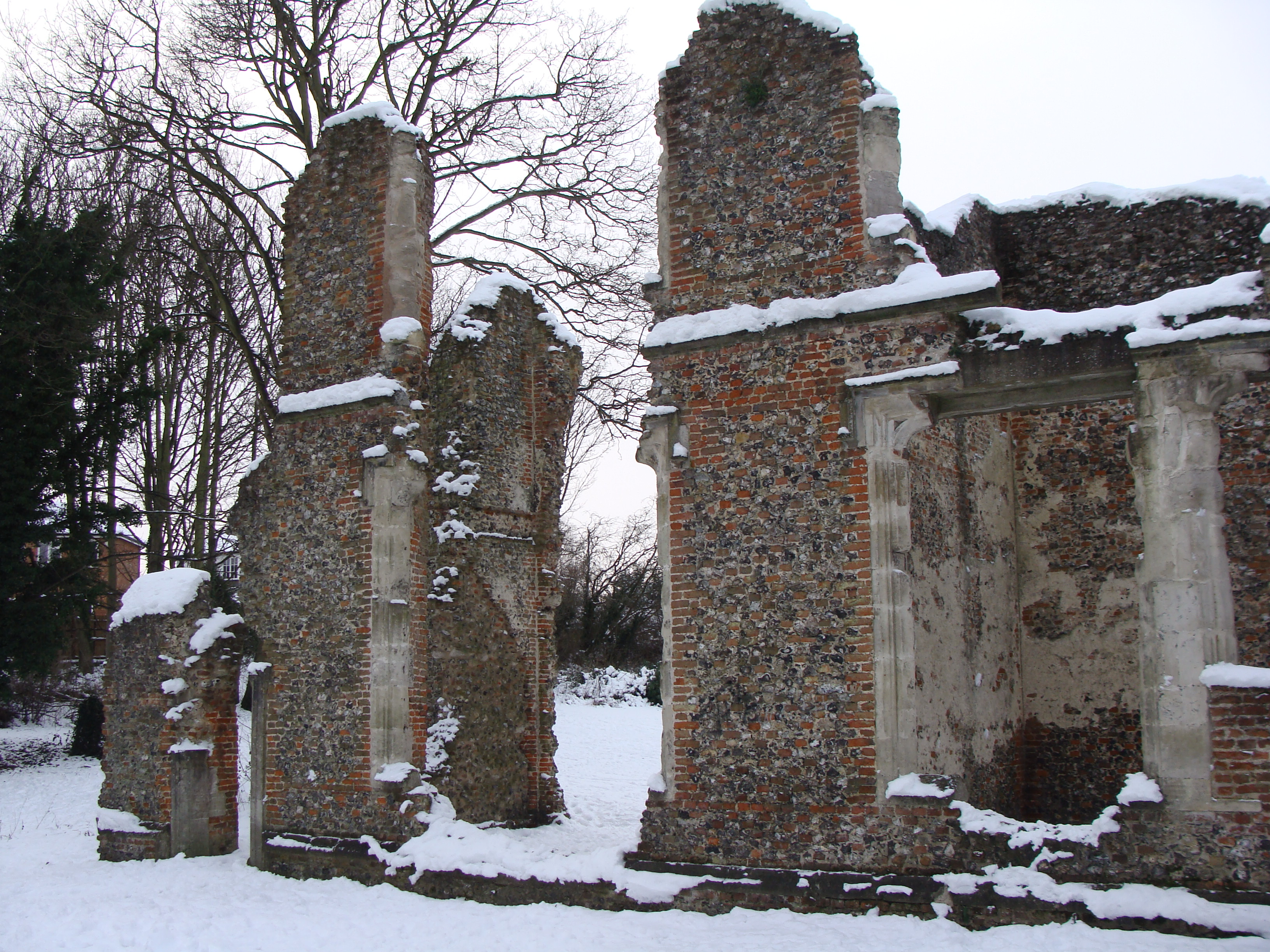
Rovine della casa di Lee al Priorato di Sopwell

Tra il 1536 e il 1542 Lee fu ispettore dei lavori a Calais come successore di William Lilgrave. È possibile che fosse un mastro muratore promosso a ispettore per l'intervento di Thomas Cromwell. Nel 1538 tornò in Inghilterra per consigliare Thomas Wriothesley su come convertire ad abitazione privata l'abbazia di Titchfield costretta a chiudere dalla dissoluzione dei monasteri voluta da Enrico VIII. Dopo lo scioglimento dell'abbazia di St Albans, egli stesso acquistò i terreni dell'abbazia (la chiesa abbaziale stessa fu venduta dal re Edoardo VI al popolo di St Albans nel 1553), che comprendevano il Priorato di Sopwell e il rettorato della chiesa di Santo Stefano. Egli demolì il priorato e costruì una casa Tudor sul sito che chiamò Lee Hall. Acquistò anche il maniero di Abbots Langley.
Nel 1539 tornò a Calais ad occuparsi dei progetti per rifortificare la città ideati da Enrico VIII nel 1532. Poiché in città erano disponibili solo mattoni, Lee spedì a Calais pietra da taglio e legname dal Kent, con materiale recuperato dai monasteri demoliti di Faversham e di St. Agostino a Canterbury. Lee costruì un nuovo porto a Dykeland sul fiume Hammes per le navi provenienti dal Kent. Nel 1541 iniziò a costruire un baluardo a forma di trifoglio chiamato Torre di Dublino.

## In Scozia

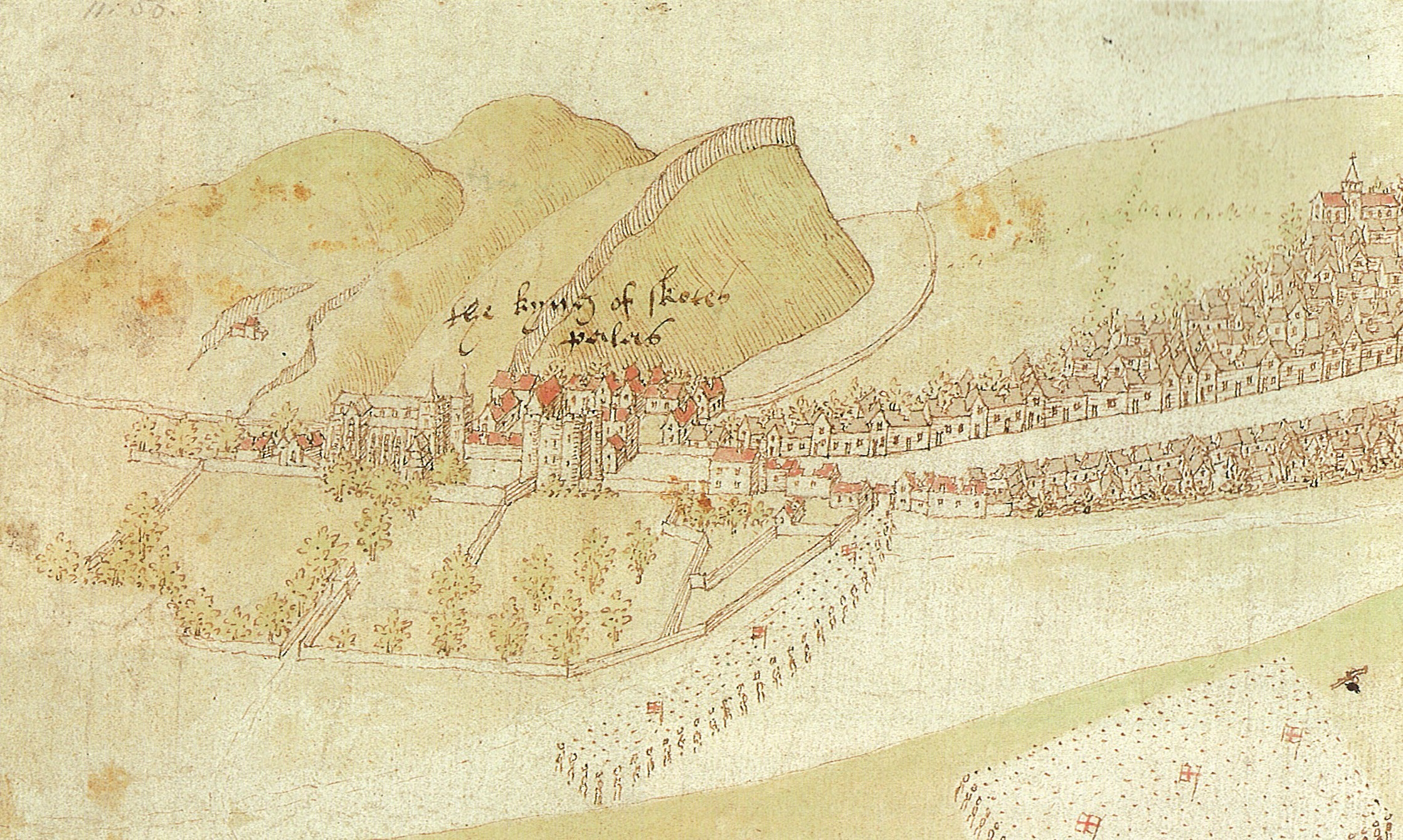
Schizzo di Lee della città di Edimburgo che mostra una colonna inglese in marcia sul Palazzo di Holyrood nel 1544

Durante la guerra del Brutale corteggiamento, nel gennaio 1544 Lee fu inviato in Scozia con gli ingegneri italiani Antonio da Bergamo e Giovanni Tommaso Scala in quanto esperti nell'arte di fortificare. Insieme all'ispettore di Calais, William Burgate, Lee si unì all'incursione di Lord Hertford su Edimburgo nel maggio 1544. Lee dichiarò che il Castello di Edimburgo era inespugnabile e fece progetti per la città e per Leith. A Leith fu nominato cavaliere da Lord Hertford. Si ritiene generalmente che Lee abbia razziato il leggio a forma di aquila di Dunkeld dall'abbazia di Holyrood durante un attacco a Edimburgo nel 1544. È certo che abbia razziato il fonte battesimale in ottone di Holyrood, usato un tempo per battezzare i monarchi scozzesi. Ora distrutto, un tempo si trovava a St Albans e vi erano stati incisi sopra il nome di Lee e la storia della cattura nel 1544.
Dopo la battaglia di Pinkie Cleugh nel settembre 1547, Lee fu nominato ispettore generale delle opere e delle fortificazioni del re nelle zone settentrionali, per la durata della guerra scozzese.

## Difese costiere

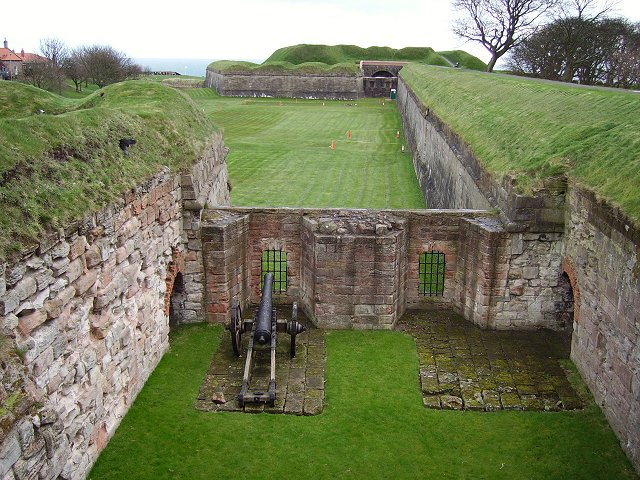
Posizionamento di un cannone in un bastione lungo le mura di Berwick upon Tweed

Intorno al 1550-1552, Lee si recò a Berwick-upon-Tweed per costruire le nuove fortificazioni alla moderna. Nel 1557 fu maestro di trincea del conte di Pembroke nei Paesi Bassi e nel 1558 tornò a Berwick come ispettore dei lavori.
Dopo aver lavorato a Portsmouth, nel 1560 Lee si occupò nuovamente di supervisionare la rifortificazione di Berwick, sia attraverso la corrispondenza con Rowland Johnston, sia di persona ad aprile. Il suo compito era quello di pianificare nuovi lavori di difesa per Berwick. Lee fu presente anche all'assedio di Leith il 27 aprile 1560 e realizzò una mappa di Leith che fu inviata a Londra il 15 maggio 1560. Lee e Pelham, un capitano di Leith, furono chiamati davanti a Elisabetta I d'Inghilterra nel giugno 1564, forse per dare la loro testimonianza su come erano andate le cose a Leith. Nel 1565, Lee visitò il sito del castello di Lindisfarne su Beblowe Crag.

## Elenco delle opere
- Berwick upon Tweed
- Calais
- Porto di Dover
- Harwich e Langar Point
- Castello di Lindisfarne
- Assedio di Leith
- Castello di Norham (luglio 1550 con Sir Thomas Palmer)[12]
- Portsmouth
- Queenborough
- Forte di Roxburgh
- Sandown, Isola di Wight
- Castello di Tynemouth (marzo 1545 con Gian Tommaso Scala e Antonio da Bergamo)[13]
- Castello di Upnor